# Волинська Богородиця
«Волинська Богородиця» («Волинська Богородиця Одигітрія») — старовинна ікона богородичного циклу, знайдена в Україні у Волинській області. У Православній Церкві України її пам'ять вшановують 13 липня.

## Знахідка
Експедиція науковців з Києва 1962 року досліджувала сакральні споруди Волинської області (діючі та покинуті) перед новою хвилею нищення сакральних споруд, ініційованої комуністичною владою з Кремля. В Покровській церкві міста Луцьк звернули увагу на темну ікону у вівтарі. Надто стара дошка і нашарування фарб були вказівкою на старовинність твору. Ікону придбав Київський музей українського образотворчого мистецтва (Національний художній музей України).

## Реставрація і музейний показ
Стилістичний аналіз довів, що ікона має походження від місцевої, волинської школи малярства, орієнтованої на візантійські зразки. Інша місцева школа, холмсько-перемишлянська, була орієнтована на західноєвропейські зразки. Мистецтвознавець Г. Логвин датував твір кінцем ХІІІ початком XIV століття. Наукову реставрацію ікони провів Микола Перцев, реставратор темперного живопису з міста Ленінград. Реставратор познімав зайві нашарування фарб та зміцнив паволоку, нанесену на дошку, виготовлену з липи. Первісна дошка мала прямокутну форму, верхні кути якої відпиляли після XIV століття. Реставратори відновили втрачені кути без поктриття їх фарбами. Сучасні розміри ікони 85 на 48 см. У ікони давно почалось нове життя, вона починає нині музейну експозицію закладу.

## Вшанування в православ'ї
У Православній Церкві України ікону Волинської Богоматері вшановують 13 липня. На честь цієї ікони відзначають свято громади ПЦУ в Луцьку: комунальне підприємство «Луцький центр первинної медичної допомоги №3» — вул. Стефаника, 3а. А також парафії ПЦУ в селах Богушівка, Брониця і Куликовичі.